# Chanel Iman
Chanel Iman Robinson (Atlanta, 1 december 1990) is een Amerikaans model, onder meer actief voor Victoria's Secret. Sinds 2010 hoort ze bij de 'Angels'.

## Vroegere leven
Iman is geboren in Atlanta, Georgia op 1 december 1990. Ze groeide op in Los Angeles, Californië. Haar moeder is mede-eigenaar van de Red Bag Boutique in Los Angeles samen met haar dochter en is half Afro-Koreaans. Haar vader is Afro-Amerikaan.

## Carrière
Iman startte haar modellencarrière bij Ford Models op de leeftijd van 13 jaar in Los Angeles. In 2006 vloog ze naar New York om mee te doen in de Ford's Supermodel of the World-wedstrijd. Hier werd ze uiteindelijk derde. Kort hierna tekende ze een contract bij Ford Models.
De New York Times schreef een artikel over Iman, waarin het modellenleven centraal stond. Iman vertelde hierin dat ze al haar gehele leven een model had willen zijn. In mei 2007 verscheen ze op de cover van Vogue als een aanstaand supermodel. Ook noemde website Style.com Iman een rijzende ster in 2007. Datzelfde jaar werd ze tijdens een Vogue-gala verkozen tot tweede best gekleede vrouw van de avond. In februari en juli van 2008 verscheen ze op de cover van de Teen Vogue, daarnaast verscheen ze onder andere op de volgende covers: Elle, TIME Fashion, i-D, Harper's Bazaar (Dubai), Lula, Korean and American Vogue, Flare and The Block. Ze deed catwalkwerk voor: Balenciaga, Versace, Yves Saint Laurent, Alexander McQueen, John Galliano, Givenchy, Dolce & Gabbana, Marc Jacobs, Valentino, Dsquared, Hermès, Michael Kors, Christian Dior, Ralph Lauren, Anna Sui, Diane von Fürstenberg, Vera Wang, Jean Paul Gaultier, en Stella McCartney.
Ze verscheen in advertentiecampagnes voor onder andere: Bottega Veneta, GAP, H&M, Victoria's Secret Pink, Ralph Lauren, Express, Dsquared en Rosa Cha.
In 2009 liep ze mee in de Victoria's Secret Fashion Show. En in 2010 verscheen ze ook als model op de Victoria's Secret-website. Sindsdien is ze regelmatig te zien in verschillende campagnes, 2010 is ook het jaar dat ze een van de Victoria's Secret Angels werd.

## Televisie
In oktober 2007 verscheen Iman samen met haar moeder in een aflevering van de Tyra Banks Show. Op 21 maart 2009 verscheen ze als een correspondent in de MTV-show House of Style, hierin verscheen ze samen met Bar Refaeli. Op 9 september 2009 verscheen ze als gastjurylid tijdens de première van seizoen 13 van  America's Next Top Model.
- Library of Congress Control Number: no2016152081
- Virtual International Authority File: 3123148209329900460006
- WorldCat: E39PBJd3GWXvMDDXP9HPFj97HC